# El Dorado (1966)
El Dorado ist ein Western von Howard Hawks aus dem Jahr 1966 mit John Wayne und Robert Mitchum in den Hauptrollen.

## Handlung
J. P. Harrah ist ein bei den Bürgern angesehener Sheriff in dem kleinen Provinznest El Dorado. Er sucht den gerade in dem Ort eingetroffenen Revolverhelden Cole Thornton auf, der von dem reichen Viehbaron Bart Jason engagiert wurde, um die in der Gegend ansässige Siedlerfamilie McDonald einzuschüchtern. Thornton und Harrah sind offenbar alte Freunde. Mit beiden verbunden ist die Hotelchefin Maudie. Harrah klärt Thornton auf, dass Bart Jason im Unrecht sei und Thornton angeheuert habe, um sich Harrah vom Leib zu halten. Thornton erteilt Jason daraufhin eine Absage. 
Auf dem Rückweg begegnet Thornton dem jüngsten Sohn der McDonalds und verletzt ihn wegen eines Missverständnisses tödlich. Als er die Leiche auf die McDonald-Ranch bringt, glaubt die Tochter Joey nicht, dass es ein tragisches Unglück war, und schießt anschließend aus dem Hinterhalt auf Thornton, um den vermeintlichen Mord an ihrem Bruder zu rächen. Sie trifft Thornton in den Rücken, wird aber dann von ihm überwältigt und davongejagt. Dem ortsansässigen alten Landarzt ist die Operation zu heikel, da die Kugel nahe am Rückenmark steckt; er rät Thornton, sich baldmöglichst von einem besser qualifizierteren „modernen“ Arzt operieren zu lassen. Bald macht sich Thornton auf den Weg zu einem neuen Auftrag.
Etwa ein halbes Jahr später trifft er in einem Grenzstädtchen auf Nelse McLeod, einen anderen Revolvermann. Die zwei sind zwar Gegner, aber respektieren einander kollegial. Der junge „Mississippi“, der für seinen markanten Hut manchen Spott erntet, erscheint im Saloon. Er hat mit einem von McLeods Leuten noch eine Rechnung offen, weil dieser mit drei anderen zusammen seinen väterlichen Freund erschossen hat. Nachdem „Mississippi“ diesen Mann mit einem Messerwurf getötet hat, steht ihm Thornton in der sich anschließenden Auseinandersetzung bei. Die beiden Männer freunden sich an. McLeod erzählt Thornton, er sei von Jason für den Kampf gegen die McDonalds engagiert worden. Von Harrah gehe keine Gefahr aus, er sei aus Liebeskummer zu einem hemmungslosen Säufer geworden. Thornton eilt sofort nach El Dorado, um vor McLeod dort zu sein und seinem alten Freund beizustehen. „Mississippi“ schließt sich ihm an, gegen Thorntons Willen, da er zwar schlau und mit dem Messer geschickt ist, aber auch unerfahren. Um Mississippis Mangel an Schießgeschick auszugleichen, besorgt Thornton ihm eine abgesägte Schrotflinte mit enormer Streuung. Thornton selbst hat die Kugel in seinem Rücken noch nicht entfernen lassen, die gelegentlich auf einen Nerv drückt und seinen rechten Arm zeitweise bewegungsunfähig macht.
In El Dorado finden sie Harrah völlig heruntergekommen und total betrunken vor. „Mississippi“ mixt eine fürchterliche Medizin nach einem indianischen Spezialrezept, und mit dem Trank gelingt es ihnen tatsächlich, Harrah auszunüchtern, doch ist er daraufhin sehr schwach. Zu dem Trio gesellen sich noch der alte kampferprobte Hilfssheriff Bull Harris sowie Hotelchefin Maudie, die schon lange in Cole verliebt ist; sie will es sich aber nicht anmerken lassen, da sie ihn bislang nicht zum Bleiben bewegen konnte. Inzwischen ist auch McLeod mit seiner Bande in El Dorado eingetroffen; es kommt zum erwarteten Kampf zwischen den Rivalen, bei dem Harrah mehr und mehr zu alter Form zurückfindet. Nachdem McLeods Leute einen weiteren McDonald-Sohn verletzt haben, wird Jason festgenommen. McLeods Leute belagern das Gefängnis. Als bei einer weiteren Auseinandersetzung Thornton einen weiteren Krampfanfall im Arm bekommt, wird er überwältigt und gegen den gefangenen Jason ausgetauscht. Dann nehmen McLeods Leute einen McDonald-Sohn als Geisel, um ihr Ziel zu erreichen. Im darauf folgenden finalen Kräftemessen wird McLeod linkshändig von Thornton und Jason von Joey erschossen. 
Am Ende gehen die beiden alten Haudegen Thornton und Harrah gemeinsam zufrieden durch die Stadt. Dabei äußert Thornton, dass er überlege, ob er nun in der Stadt bleiben könnte. Harrah erwidert darauf, Leute wie ihn könne man in El Dorado nicht brauchen, wohl wissend, dass man Thornton nur immer das Gegenteil des Erwünschten antragen müsse.

## Hintergrund
Hawks, der auch Rio Bravo drehte und sich dabei auf einen ganz bestimmten Handlungsstrang festlegte, jedoch einen anderen ebenfalls zur Auswahl hatte, verwirklichte ebendiesen in El Dorado. Während zum Beispiel in Rio Bravo der junge Mann ein ausgezeichneter Schütze war, ist der junge Mann (James Caan) hier das Gegenteil davon. Wie auch in Rio Lobo, dem letzten von Hawks zum Thema Männerfreundschaft inszenierten Western, kommt auch in El Dorado der Alkohol nicht zu kurz. Jedoch wird das Thema auf sehr witzige, eben auf typische Westernmanier behandelt.
El Dorado beginnt wie eine Tragödie. Als sich die Geschichte jedoch auf die Beziehung zwischen den beiden alten Haudegen (Wayne, Mitchum) konzentriert, wird es amüsant. Und am Schluss werden alle Ehrenregeln des Westens in den Straßenstaub von El Dorado gekehrt: Thornton erledigt überfallartig den Oberbanditen, der ihm – sterbend – fassungslos vorwirft, er habe ihm ja gar keine Chance gegeben. Darauf sagt Thornton: „Nein, allerdings nicht. Sie sind zu schnell, um Ihnen eine Chance zu lassen!“
Der gleichnamige Song El Dorado, der anfangs zu hören ist und von George Alexander gesungen wurde, avancierte zum Klassiker.
John Waynes Pferd war ein Appaloosahengst namens Zip Cochise.

## Interpretation
- „Howard Hawks entwirft das Idealbild einer kleinen verschworenen Gemeinschaft, die eine schwierige Aufgabe mit heiterer Gelassenheit erledigt – wobei die mythische Aura der stark gealterten Helden augenzwinkernd korrigiert wird.“ – Lexikon des internationalen Films[1]
- Phil Hardy bezeichnet El Dorado als „trostlosen Film“. Während in Rio Bravo die moralische Überlegenheit der Protagonisten sich auch in einer körperlichen widerspiegle, seien sich hier die von Wayne und Mitchum dargestellten alternden Revolverhelden „ihrer nachlassenden Fähigkeiten nur allzu bewusst“.[2]
- Joe Hembus stellt fest, „der Humor und die Brutalität“ seien „von finsterer Entschlossenheit“. Die Tragik der Helden sei, „dass sie zu klapprig geworden sind.“[3]

## Kritiken
- „Kraftvoll inszenierter Edel-Western von Meisterregisseur Howard Hawks, der hier gekonnt seinen Klassiker ‚Rio Bravo‘ variiert […] Trotz der seltsamen Synchronisation (Wayne hat die Stimme von Mitchum und umgekehrt) ein absolutes Western-Highlight!“ – Prisma Online
- „In seiner klassischen Mischung aus Action, Psychologie und Komik variiert der Film auf witzige Weise das Grundmuster eines anderen berühmten Hawks-Western, ‚Rio Bravo‘, den Kritiker zu den zehn besten Filmen der Welt zählen. Brillant Robert Mitchum als abgewrackter Sheriff.“ (Wertung: 3½ Sterne = außergewöhnlich)[4]
- „Kraftvoll inszenierter Großwestern, der gutgelaunt und mit vielen humorigen Einlagen die Geschichte eines alternden Revolverschützen und dessen Freundschaft zu einem Sheriff erzählt. Die elegante Regieführung, die vor allem mit einer ideenreicher Variierung stereotyper Klischees zu brillieren weiß, vermag über das Fehlen eines Hintergrundes nicht ganz hinwegzutrösten. Für Westernfreunde (etwa ab 14 Jahren) gut geeignet.“ – Evangelischer Filmbeobachter[5]

## Synchronisation
Synchronfirma: Berliner Synchron GmbH; Dialogbuch: Fritz A. Koeniger; Dialogregie: Hans Dieter Bove
| Rolle                      | Darsteller         | Synchronsprecher       |
| -------------------------- | ------------------ | ---------------------- |
| Cole Thornton              | John Wayne         | Wolfgang Lukschy       |
| Sheriff J.P. Harrah        | Robert Mitchum     | Arnold Marquis         |
| „Mississippi“              | James Caan         | Claus Jurichs          |
| Bart Jason                 | Ed Asner           | Edgar Ott              |
| Bull Harris                | Arthur Hunnicutt   | Herbert Weißbach       |
| Maudie                     | Charlene Holt      | Renate Küster          |
| Nelse McLeod               | Christopher George | Christian Rode         |
| Josephine „Joey“ MacDonald | Michele Carey      | Traudel Haas           |
| Kevin MacDonald            | R. G. Armstrong    | Herbert A. Knippenberg |
| Luke MacDonald             | Johnny Crawford    | Alfred Wittstock       |
| Dr. Charles Donovan        | Anthony Rogers     | Lothar Blumhagen       |
| Dr. Miller                 | Paul Fix           | Paul Wagner            |
| Charlie Hagan              | Dean Smith         | Christian Brückner     |

## In der Populärkultur
Im englischsprachigen Original des Science-Fiction-Films Transformers verwendet die Figur Bumblebee bei ihrem ersten Zusammentreffen mit Sam eine anklagend ironische Frage John Waynes aus El Dorado als Teil ihres Kommunikationsrepertoires: „Any more questions you wanna ask?“ („Haben Sie sonst noch eine Frage?“)